# Мегама (Орегон)
Мегама (англ. Mehama) — переписна місцевість (CDP) в США, в окрузі Меріон штату Орегон. Населення — 317 осіб (2020).

## Географія
Мегама розташована за координатами 44°47′28″ пн. ш. 122°37′41″ зх. д. / 44.79111° пн. ш. 122.62806° зх. д. (44.791241, -122.628151).  За даними Бюро перепису населення США в 2010 році переписна місцевість мала площу 1,24 км², з яких 1,18 км² — суходіл та 0,06 км² — водойми.

## Демографія
Згідно з переписом 2010 року, у переписній місцевості мешкали 292 особи в 106 домогосподарствах у складі 78 родин. Густота населення становила 235 осіб/км².  Було 117 помешкань (94/км²).
Расовий склад населення:
| - 93,5 % — білих - 2,4 % — корінних американців - 0,7 % — вихідців з тихоокеанських островів - 0,3 % — азіатів |

До двох чи більше рас належало 3,1 %. Частка іспаномовних становила 5,1 % від усіх жителів.
За віковим діапазоном населення розподілялося таким чином: 24,7 % — особи молодші 18 років, 63,7 % — особи у віці 18—64 років, 11,6 % — особи у віці 65 років та старші. Медіана віку мешканця становила 40,0 року. На 100 осіб жіночої статі у переписній місцевості припадало 137,4 чоловіків;  на 100 жінок у віці від 18 років та старших — 134,0 чоловіків також старших 18 років.
Середній дохід на одне домашнє господарство  становив 71 934 долари США (медіана — 62 344), а середній дохід на одну сім'ю — 67 703 долари (медіана — 62 344). Медіана доходів становила 41 932 долари для чоловіків та 36 375 доларів для жінок. За межею бідності перебувало 11,7 % осіб, у тому числі 21,1 % дітей у віці до 18 років та 0,0 % осіб у віці 65 років та старших.
Цивільне працевлаштоване населення становило 115 осіб. Основні галузі зайнятості: виробництво — 33,9 %, фінанси, страхування та нерухомість — 16,5 %, роздрібна торгівля — 14,8 %.